# 36e session du Comité du patrimoine mondial
La 36e session du Comité du patrimoine mondial a eu lieu du 24 juin 2012 au 6 juillet 2012 à Saint-Pétersbourg, en Russie.
Cette session a notamment vu la reconnaissance du bassin minier du Nord-Pas-de-Calais ainsi que celle des sites miniers majeurs de Wallonie.

## Sites miniers majeurs de Wallonie

Logo de l’inscription.

Les sites miniers majeurs de Wallonie forment un ensemble de quatre sites miniers : le Grand-Hornu, le Bois-du-Luc, le Bois du Cazier et Blegny-Mine.
Ces quatre sites exploitent le « terrain houiller » qui va du Nord-Pas-de-Calais au Bassin d’Aix-la-Chapelle. Ils couvrent la même tranche chronologique du début du XIXe à la fin du XXe siècle. Ils condensent sur un espace réduit tous les aspects du patrimoine minier, technique et social. Ils se complètent réciproquement. Grand-Hornu et Bois-du-Luc forment le volet « social », Bois du Cazier et Blegny-Mine forment le volet « travail et travailleurs », illustrant à travers l’architecture les relations de pouvoir et l’organisation sociale. (...) Du point de vue architectural, deux sites, Grand-Hornu et Bois-du-Luc, cristallisent d’importants courants internationaux d’architecture et d’urbanisme.

## Bassin minier du Nord-Pas-de-Calais

Logo de l’inscription.

Le bassin minier du Nord-Pas-de-Calais est un territoire de la région française du Nord-Pas-de-Calais marqué économiquement, socialement, paysagèrement, écologiquement et culturellement par l'exploitation intensive de la houille, daté du Stéphanien, présente dans son sous-sol de la fin du XVIIe siècle jusqu'à la fin du XXe siècle. Il s'agit de la partie occidentale d'un gisement qui se prolonge au-delà de la frontière franco-belge.
Les affleurements de houille sont découverts dans le Boulonnais vers 1660. Le 3 février 1720, la première veine de houille du bassin minier du Nord-Pas-de-Calais est découverte à la fosse Jeanne Colard, à l'issue d'une campagne de recherche. Le 24 juin 1734, la houille grasse est découverte à la fosse du Pavé à Anzin. Après des procès, la Compagnie des mines d'Anzin est fondée le 19 novembre 1757 et prend rapidement beaucoup d'ampleur. En parallèle, des sociétés de recherche naissent durant tout le XVIIIe siècle. Le début du XIXe siècle est marqué par des avancées technologiques (machine à vapeur et exhaure). Les années 1830 et le début des années 1840 sont marqués par la révolution industrielle, les nouvelles industries ont un besoin énorme en charbon, ce qui crée dans le Nord une période de cherté des houilles, et la création d'un grand nombre de sociétés de recherches. Dès lors, le bassin minier se développe de manière exponentielle. Les ouvertures de fosses se succèdent, les terrils prennent de la hauteur et les corons apparaissent. Cette progression se déroule durant toute la seconde moitié du XIXe siècle et dans les années 1900. L'année 1906 est marquée par la Catastrophe de Courrières qui a eu lieu le 10 mars et a tué 1 099 personnes. De longues grèves ont suivi, et la sécurité dans les mines a été améliorée.
Le bassin minier est touché de plein fouet par la Première Guerre mondiale et la reconstruction dure jusqu'au milieu des années 1920. Cette période est marquée par l'arrivée des Polonais et des Italiens, bien que d'autres nationalités soient également présentes. Le début des années 1930 est marqué par les effets du Krach de 1929. Pendant la Seconde Guerre mondiale, le bassin minier se retrouve très vite occupé. Les mineurs résistent alors à l'occupant, par un ralentissement de la production et par sabotages. Plus des deux tiers des mineurs du bassin se mettent en grève en juin 1941.
Les compagnies sont nationalisées le 17 mai 1946 avec la création de Charbonnages de France avec un vaste programme de modernisation avec concentration de l'extraction pour relever la France. La récession commence dès le début des années 1960 et les fosses sont peu à peu fermées. De nombreuses grèves éclatent dans le bassin minier. Le Centre historique minier de Lewarde est ouvert au public en 1984. La dernière gaillette est remontée dans ce second siège à la fosse de service no 9 - 9 bis le 21 décembre 1990.